# Одрі Кавасакі
О́дрі Каваса́кі (англ. Audrey Kawasaki; *31 березня 1982, Лос-Анджелес) — американська художниця японського походження. Відома своїми еротичними портретами молодих дівчат та жінок. Її роботи виконано оліями на дереві, а її стиль називають поєднанням модерну та японської манґи.
Кавасакі два роки вивчала живопис в інституті Пратт у Нью-Йорку, проте покинула навчання не закінчивши його. 